# 泰维尔
泰维尔（法語：Théville，法語發音：[tevil]）是法国芒什省的一个市镇，属于瑟堡区。

## 地理
泰维尔（49°39'8"N, 1°25'20"W）面积7.77 平方千米，位于法国诺曼底大区芒什省，该省份为法国西北部沿海省份，西、北、东北三面环大西洋，东起顺时针与卡爾瓦多斯省、奧恩省、马耶讷省和伊勒-维莱讷省接壤。
与泰维尔接壤的市镇（或旧市镇、城区）包括：布里勒瓦、卡讷维尔、克利图尔、滨海维克、戈讷维尔-勒泰伊、圣皮埃尔埃格利斯。

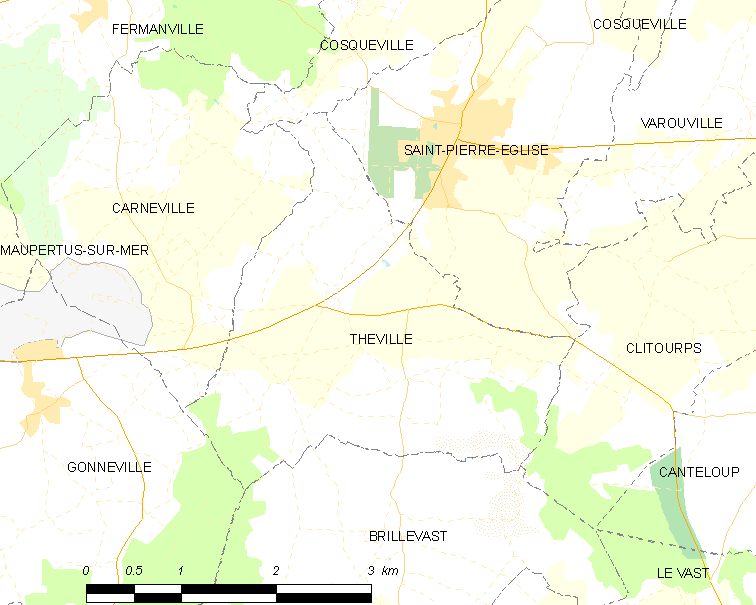
泰维尔的OSM定位图

泰维尔的时区为UTC+01:00、UTC+02:00（夏令时）。

## 行政
泰维尔的邮政编码为50330，INSEE市镇编码为50596。

## 政治
泰维尔所属的省级选区为赛尔河谷县。

## 人口

1962-2008年间泰维尔人口变化图示

泰维尔于2022年1月1日时的人口数量为311人。